# نلسون (کالیفرنیا)
نلسون (به انگلیسی: Nelson) یک منطقهٔ مسکونی در ایالات متحده آمریکا است که در شهرستان بیوت، کالیفرنیا واقع شده‌است. نلسون ۳۷ متر بالاتر از سطح دریا واقع شده‌است.